# 安政条约

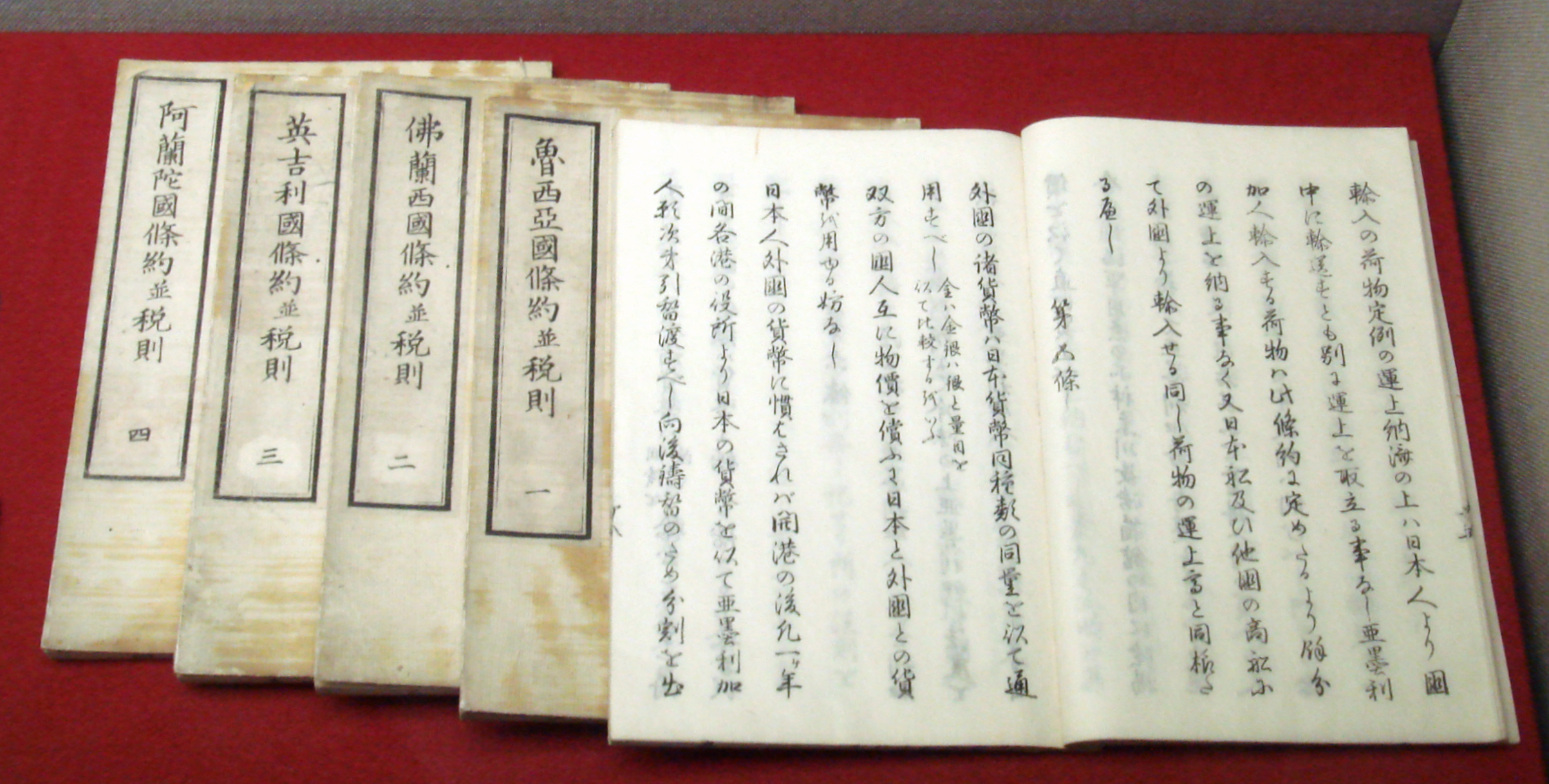
五國通商條約

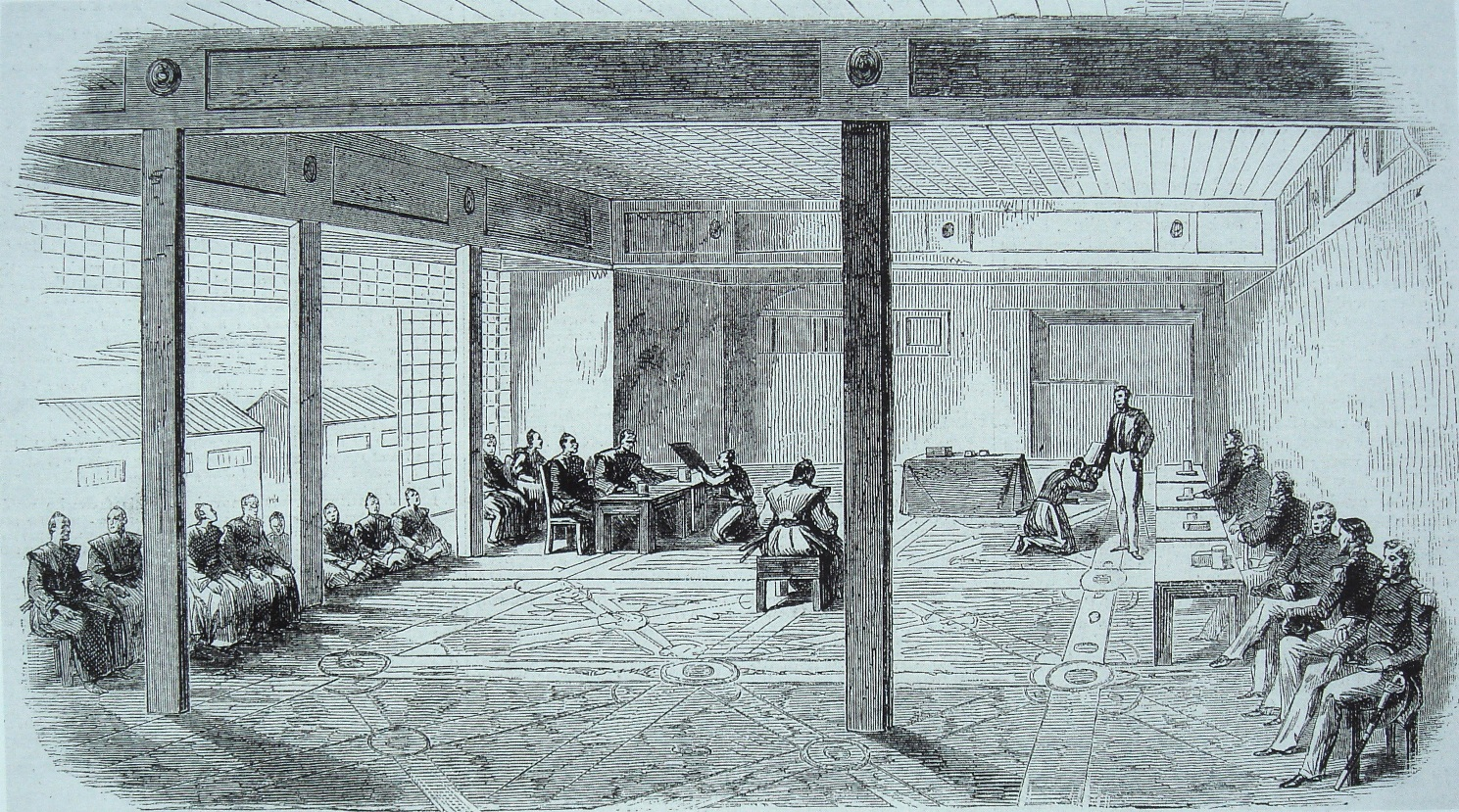
五國條約中最後簽署的日法修好通商條約

安政条约（日語：安政五カ国条約），是1858年（安政五年）日本分别与美荷俄英法签订的不平等条约的總稱。5个条约均签订于安政五年，故称安政条约，又称五国通商条约，或安政五國條約。因未獲天皇敕許，簽訂條約的江戶幕府飽受攘夷派批評。

## 過程
1854年签订《日美親善条约》后，西方进一步迫使日本開國。1856年8月，美国派遣T.哈里斯抵日本下田 ，逼迫江户幕府同意开设由他担任总领事的美国驻日总领事馆。1857年10月，幕府又被迫同意哈里斯前往江户晋见将军。1858年1月，哈里斯與幕府代表下田奉行岩瀬忠震、目付井上清直展開斡旋，達成合意。老中堀田正睦遂入京尋求孝明天皇敕許。條約引發京都公卿不滿，導致廷臣八十八卿列參事件。1858年5月3日，天皇拒絕。幕府大老井伊直弼遂在未獲天皇敕許的狀態下，與哈里斯簽訂《日本国美利坚合众国修好通商条约》和贸易章程 。同年8月至10月間，幕府與荷俄英法相繼簽訂類似條約與貿易章程。
京都朝廷的攘夷派公卿不滿井伊處理方式，公武關係緊張，最終導致井伊發動安政大獄，及隨後的櫻田門外之變。1862年，受到尊王攘夷運動壓迫的幕府向列強尋求推延開港，簽訂倫敦備忘錄推延開港。
条约使日本的民族主权受到严重损害，半殖民地化危机加深。明治维新后，修改条约（日語：条約改正）是新政府最重要的任务之一，但进展并不顺利。直到1894年甲午战争前夕，日本才废除领事裁判权及片面最惠國待遇，1911年日俄战争后，日本收回關稅自主权。

## 不平等條約
安政条约的要点包括：
- 除已开放的下田、箱馆（今函馆）两港外 ，增开神奈川（今横滨）、长崎 、新潟 、兵库（今神户）4港[2]及江户、大坂两市（神奈川开港6个月后，关闭下田港）。[3]
- 相互在首都派驻外交代表，在开放港口派驻领事。
- 外国人享有领事裁判权。[4][5]
- 外国人可以和日本人在上述地区不受限制地自由贸易。
- 内外货币同种等量交换。[6]
- 於开放港口城市设置类似租界的外国人居留地（日語：永代借地権の設定），如神戶北野町。[7]
- 片面最惠国待遇。
- 協定關稅[8]；日本失去关税自主。

## 條約一覽
| 條約名           | 簽約日        |
| ---------------- | ------------- |
| 日美修好通商条約 | 1858年7月29日 |
| 日荷修好通商条約 | 1858年8月18日 |
| 日俄修好通商条約 | 1858年8月19日 |
| 日英修好通商条約 | 1858年8月26日 |
| 日法修好通商条約 | 1858年10月9日 |

## 註腳
1. ↑  『新版 日本外交史辞典』（1992）では、条約改正を「幕末から明治初年にかけて、日本が欧米諸国と締結した不平等条約を平等条約に締結し直そうと試みた明治政府の一連の外交交渉」と定義している。『国史大辞典』（1986）では「明治政府の締結した北ドイツ連合・オーストリア=ハンガリーなどとの諸条約も安政の諸条約と同様の不平等条約であった」と記されている。臼井（1986）p.637
2. ↑  日米修好通商条約第3條
3. ↑  . www.kouwan.metro.tokyo.jp.   [2017-09-08]. （原始内容存档于2019-01-24） （中文（臺灣））.
4. ↑  日米修好通商条約第6條
5. ↑  . www.mofa.go.jp.   [2023-06-16]. （原始内容存档于2021-02-23）.
6. ↑  日米修好通商条約第5條
7. ↑  日米修好通商条約第7條
8. ↑  日米修好通商条約貿易章程第七則
9. ↑   (PDF). 美國國會圖書館. 1972-03  [2020-05-06]. （原始内容存档 (PDF)于2020-08-11）.

## 外部連結
- 日米修好通商条約全文（付・貿易章程） （页面存档备份，存于）